# チャーリー・シーン
チャーリー・シーン（Charlie Sheen, 本名：Carlos Irwin Estévez, 1965年9月3日 - ）は、アメリカ合衆国の俳優。

## 来歴
ニューヨーク州ニューヨーク出身。父のマーティン・シーン、叔父のジョー・エステベス、兄のエミリオ・エステベス、ラモン・エステベス・Jr、妹のレネ・エステヴェスも女優業をしている俳優一家として知られる。
子役として9歳から父親主演の映画などに出演していた。サンタモニカの高校に通っているときには友人のロブ・ロウやクリス・ペンらと共に8mmで映画撮影をはじめている。
本格的な映画出演は1984年から。2年後にはオリヴァー・ストーンの『プラトーン』に出演して注目されるようになる。続いて『ウォール街』、『ヤングガン』などヒット作に出演してスターの座を掴む。1990年代には『ホット・ショット』、『メジャー・リーグ』などのコメディ映画にも出演。1993年には『ホット・ショット2』で父が主演した『地獄の黙示録』のパロディを演じた。近年はテレビドラマを中心に活動している。2002年から出演したテレビシリーズ『スピン・シティ』では、ゴールデングローブ賞を受賞した。2003年からテレビドラマ『チャーリー・シーンのハーパー★ボーイズ』で主演をした。しかし、2011年に制作者に対してラジオ番組で暴言を吐き、同番組を降板させられた。以降は再登場していない。2012年からは、2014年までテレビドラマシリーズ『Anger Management』で主演を務めた。

## エピソード
私生活では麻薬や暴行や発砲事件などのトラブルが多い。1990年には当時交際していたケリー・プレストン（現・ジョン・トラボルタの妻）に誤って発砲して怪我をさせるという事件を起こしている。アルコール依存症で療養所に3か月間入院したこともある。また、5000人の女性とセックスしたとのことである。2015年11月17日、米NBCテレビのインタビューで自らがHIV感染していることを公表したが、発症はしていない。
代表作の一つである『メジャーリーグ』シリーズでは野球選手を演じたが、現実でも野球経験者であり、監督のデヴィッド・S・ウォードが一作目のDVD内のインタビューで述べた内容によると、高校時代はプロからもスカウトされたことがある程の腕とのこと。なお、シーンはステロイドを出演時に服用しており、それによって球速が10キロほど上がったが、元々127キロ出ていた事を後のインタビューで答えている。
三度の結婚歴がある。1995年9月3日から1996年11月19日までドナ・ピールと結婚していた。ピールとの離婚後、女優デニス・リチャーズと2002年6月15日に結婚。彼女との間には2004年に生まれた娘のサムと2005年に生まれたローラ・ローズがいるが、2006年に離婚し、親権争いがタブロイド紙を賑わせる結果となった。
2007年7月に不動産投資家のブルック・ミュラーと婚約、2008年5月に結婚。2009年3月14日に双子の男女が誕生。2009年12月25日、家でブルックと喧嘩をして突き飛ばし、ブルックが警察に通報。ドメスティックバイオレンスによる暴行容疑で逮捕された。その後、8500ドル（約77万円）の保釈金を支払って保釈されたが、2010年2月8日に脅迫や暴行などの容疑で起訴された。2010年11月、ブルックとの離婚を申請した。
結婚はしていないが、高校時代の恋人であるポーラ・プロフィットとの間に娘のカサンドラ（1985年 - ）がおり、彼女の結婚式の際には花嫁の父としてヴァージンロードを歩いた。また、2013年にカサンドラが出産したことで、47歳にして孫を持つ身となった。
Twitterのフォロワーは、200万人以上になってギネス記録になる。
トラブルメーカーのイメージが強いが、美談もあり、難病のチャリティ活動アイス・バケツ・チャレンジでは氷水を被る代わりに、自宅で鍋を頭の上に持ち上げ、ひっくり返したところ、中からはお札がこぼれ落ちてくる映像をインターネットに公開。本人は「おや、氷じゃないね。これは1万ドルだ。僕はこれを全額ALS基金に寄付する。氷は溶けるけど、このお金は役に立つからね」とコメントしている。

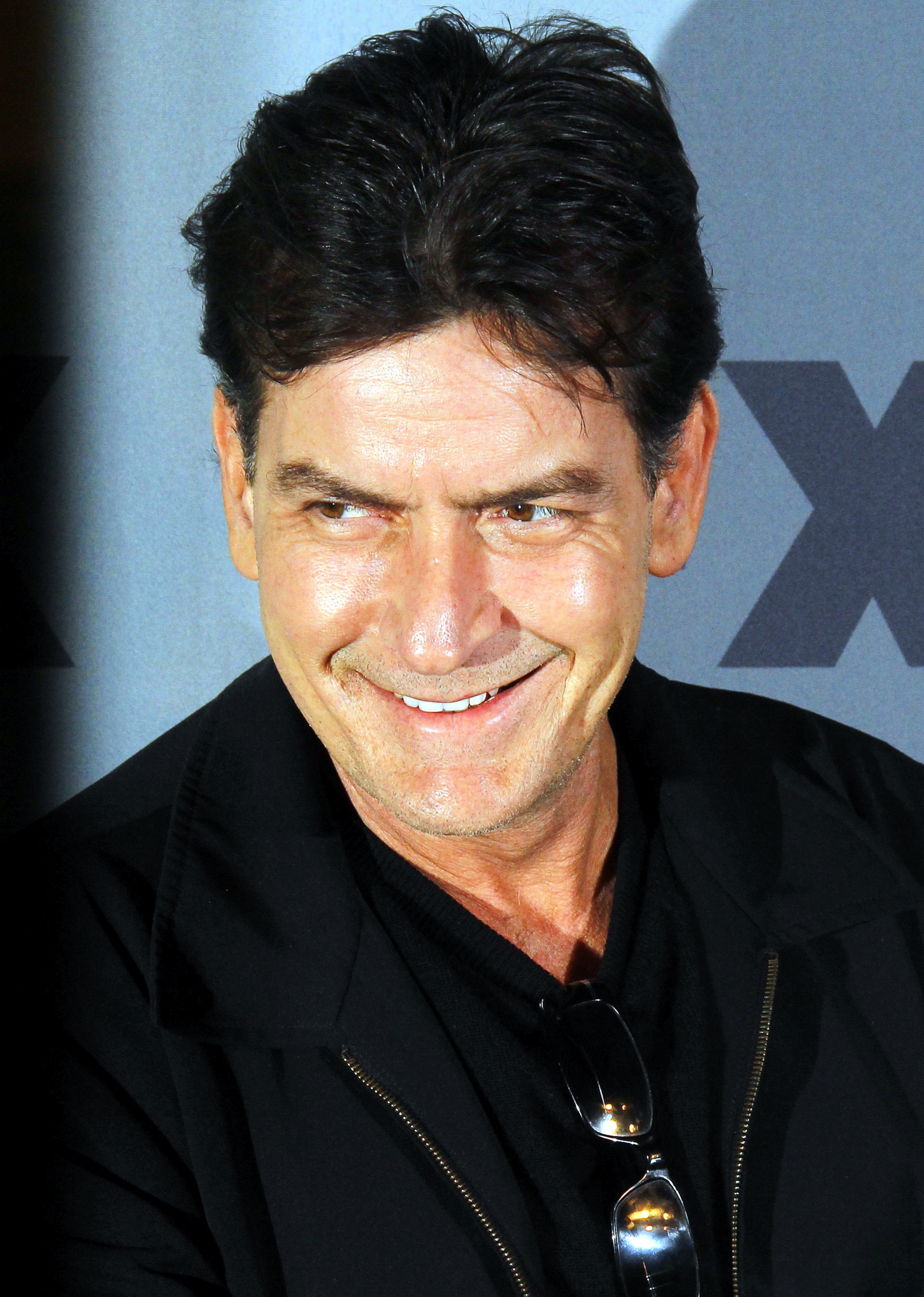
2012年

## 金銭
2009年10月、米『テレビガイド』誌が「最も稼いでいるテレビ俳優」を発表し、人気コメディー番組『Two and a Half Men』の出演料が30分の1エピソードで82万5000ドル（日本円で約8,830万円）になることがわかった。これには出演料のほかに番組の権利などの取り分も入っている。
2009年11月、経済誌『フォーブス』が「アメリカのテレビ界で最も稼いでいる男性」のランキングを発表し、2008年6月から2009年6月までの収入が2,100万ドル（日本円で約18億9,000万円）で4位にランクインした。
2010年8月、『テレビガイド』誌によると、『チャーリー・シーンのハーパー★ボーイズ』の1エピソードあたりの推定出演料が125万ドル（日本円で約1億625万円）になることがわかった。
2011年2月、レーダー・オンラインによると、HBO（ケーブル局）で『Sheen’s Corner』と題された新たな主演ドラマが計画されている。30分番組になる予定で製作が決定すれば1エピソード500万ドル（日本円で約4億1,000万円）のギャラを獲得することになる。チャーリーはレーダー・オンラインの取材に「HBO（ケーブル局）でとりあえず10エピソードの番組を作る契約が最終段階に入っている。いろいろなタイプのゲストを呼んで真実とくだらないことに焦点を当てた最高の番組になる予定さ」と語っている。さらにTMZ.comによると、チャーリーはクビになったテレビドラマ『チャーリー・シーンのハーパー★ボーイズ』での8年間をつづった暴露本『When The Laughter Stopped（笑いが止まったとき）』の出版もしようと思っているらしく、執筆料1,000万ドル（約8億2,000万円）以上で出版社を探している最中である。
2011年5月、TMZによると、出会い系サイトのエスタブリシュメント.comがチャーリーに対して300万ドル（日本円で約2億4,600万円）のギャラで広告に起用したいと申し出た。この会社はチャーリーを宣伝だけでなく、社長として据えることをも考えており、チャーリーが引き受ければプロモーション、広告、販売など、すべてにかかわることになる。契約には暴言を吐いてもクビにされないという条項を盛り込んだとも言われている。
2011年9月、TMZによると、ワーナー・ブラザースとクリエイターのチャック・ローリーを相手取り、高額な賠償を求める訴訟を起こしていたチャーリーだが、ワーナー・ブラザースから1億ドル（日本円で約76億円）を受け取ることで示談が成立した。チャーリーは2週間以内に2,500万ドル（日本円で約19億円）を受け取り、残りは7年から10年にわたり、再放送の収益から支払われる。即金の2,500万ドルはチャーリーがクビになる前の出演料と放送による収益を算出した額ではないかと推測されている。
2011年10月、経済誌『フォーブス』が「テレビ界で最も稼いでいる俳優」のランキングを発表し、2010年5月から2011年5月までで4,000万ドル（日本円で約30億4,000万円）を稼いで1位にランクインした。
2016年には、浪費がたたり破産したことを公表した。

## 出演作

### 映画

#### 劇場公開映画
| 年   | 題名                                                                         | 役名                             | 備考                                                                   | 日本語吹替        |
| ---- | ---------------------------------------------------------------------------- | -------------------------------- | ---------------------------------------------------------------------- | ----------------- |
| 1984 | 若き勇者たち Red Dawn                                                        | マット・エッカート               |                                                                        | 堀内賢雄（TBS版） |
| 1985 | ブロークン・ジェネレーション/撲殺!射殺!極限の暴力少年たち The Boys Next Door | ボー・リチャーズ                 | (吹替版なし)                                                           |                   |
| 1986 | ルーカスの初恋メモリー Lucas                                                 | キャピー                         | 塩沢兼人                                                               |                   |
| 1986 | フェリスはある朝突然に Ferris Bueller's Day Off                              | 警察署の少年                     | (吹替版なし)                                                           |                   |
| 1986 | 処刑ライダー The Wraith                                                      | ジェイク・ケシー                 | 池田秀一（TBS版） 山寺宏一（テレビ朝日版）                             |                   |
| 1986 | プラトーン Platoon                                                           | クリス・テイラー                 | 宮本充（ソフト版） 池田秀一（テレビ朝日版） 堀内賢雄（テレビ東京版）   |                   |
| 1987 | グリズリー2 Grizzly II: The Predator Concert                                 | ロン                             | (吹替版なし)                                                           |                   |
| 1987 | ウィズダム/夢のかけら Wisdom                                                 |                                  | (吹替版なし)                                                           |                   |
| 1987 | ハートビートで追いかけて Three for the Road                                  | ポール                           | (吹替版なし)                                                           |                   |
| 1987 | ノーマンズ・ランド No Man's Land                                             | テッド・バリック                 | 原康義（テレビ朝日版） 森川智之（テレビ東京版）                        |                   |
| 1987 | ウォール街 Wall Street                                                       | バド・フォックス                 | 山寺宏一（テレビ朝日版） 江原正士（フジテレビ版） 水島裕（機内上映版） |                   |
| 1988 | ヤングガン Young Guns                                                        | ディック・ブリュワー             | 千田光男                                                               |                   |
| 1988 | エイトメン・アウト Eight Men Out                                             | ハップ                           | 堀井真吾（テレビ東京版）                                               |                   |
| 1989 | メジャーリーグ Major League                                                  | リッキー・ヴォーン               | 池田秀一（ソフト版） 矢尾一樹（日本テレビ版）                          |                   |
| 1990 | チャーリー・シーン/アルプスを越えて Courage Mountain                         | ペーター                         | 小原乃梨子（『トリビアの泉』企画内）                                   |                   |
| 1990 | ハートに火をつけて Catchfire                                                 | ボブ                             | 江原正士（ソフト版） TBA（バックトラック版） 牛山茂（テレビ東京版）    |                   |
| 1990 | ネイビー・シールズ Navy Seals                                                | デイル・ホーキンス               | 志垣太郎（VHS版） 堀内賢雄（テレビ朝日版）                             |                   |
| 1990 | メン・アット・ワーク Men at Work                                             | カール・テイラー                 | (吹替版なし)                                                           |                   |
| 1990 | ミリタリー・ブルース Cadence                                                 | ビーン                           | (吹替版なし)                                                           |                   |
| 1990 | ルーキー The Rookie                                                          | デヴィッド・アッカーマン         | 池田秀一（ソフト版） 山寺宏一（TBS版）                                 |                   |
| 1991 | ホット・ショット Hot Shots!                                                  | トッパー・ハーレー               | 山寺宏一（ソフト版） 堀内賢雄（テレビ朝日版） 池田秀一（機内上映版）   |                   |
| 1993 | ローデッド・ウェポン1 Loaded Weapon 1                                        | ヴァレット                       | 小野健一（標準語版） TBA（関西弁版）                                   |                   |
| 1993 | キング・オブ・ハーレー Beyond the Law                                        | ダン・サクソン                   | 山寺宏一（VHS版） 江原正士（テレビ東京版）                             |                   |
| 1993 | ホット・ショット2 Hot Shots! Part Deux                                       | トッパー・ハーレー               | 山寺宏一（ソフト版） 堀内賢雄（テレビ朝日版）                          |                   |
| 1993 | プロフェッショナル Deadfall                                                  | モーガン・グリップ               | 島田敏（VHS版）                                                        |                   |
| 1993 | 三銃士 The Three Musketeers                                                  | アラミス                         | 山寺宏一（ソフト版） 堀内賢雄（テレビ朝日版）                          |                   |
| 1994 | ザ・チェイス The Chase                                                       | ジャクソン・デイヴィス・ハモンド | 関俊彦（VHS版） 堀内賢雄（テレビ朝日版）                               |                   |
| 1994 | メジャーリーグ2 Major League II                                              | リック・ボーン                   | 江原正士                                                               |                   |
| 1994 | ターミナル・ベロシティ Terminal Velocity                                     | リチャード・ブロディ             | 山寺宏一（ソフト版） 堀内賢雄（テレビ朝日版）                          |                   |
| 1996 | アライバル/侵略者 The Arrival                                                | ゼイン・ザミンスキー             | 堀内賢雄（VHS版、テレビ朝日版）                                        |                   |
| 1997 | ザ・ターゲット Shadow Conspiracy                                             | ボビー・ビショップ               | 堀内賢雄                                                               |                   |
| 1997 | プレッシャー/壊れた男 Bad Day on the Block                                   | ライル・ウィルダー               | 山寺宏一（VHS版）                                                      |                   |
| 1997 | ランナウェイ Money Talks                                                     | ジェームズ・ラッセル             | 堀内賢雄                                                               |                   |
| 1998 | ポストモーテム/死への彩り Postmortem                                         | ジェームズ・マグレガー           | 堀内賢雄                                                               |                   |
| 1998 | パニッシュメント A Letter from Death Row                                     | 警官                             | (吹替版なし)                                                           |                   |
| 1998 | フリーマネー Free Money                                                      | バド                             | 堀内賢雄                                                               |                   |
| 1998 | フル・ブラント No Code of Conduct                                            | ジャック・ピーターソン           | 兼脚本                                                                 | 森川智之          |
| 1999 | ファイブ・エイセス Five Aces                                                 | クリス・マーティン               | 兼製作                                                                 | 成田剣            |
| 1999 | マルコヴィッチの穴 Being John Malkovich                                      | チャーリー                       |                                                                        | 小杉十郎太        |
| 2001 | チャーリー・シーンの ミスター・グッド・アドバイス Good Advice                | ライアン・エドワード・ターナー   | 堀内賢雄                                                               |                   |
| 2003 | 最'狂'絶叫計画 Scary Movie 3                                                 | トム                             | 堀内賢雄                                                               |                   |
| 2004 | ビッグ・バウンス The Big Bounce                                              | ボブ・ロジャース・ジュニア       | 横堀悦夫                                                               |                   |
| 2006 | 最終絶叫計画4 Scary Movie 4                                                  | トム                             | 堀内賢雄                                                               |                   |
| 2010 | ウォール・ストリート Wall Street: Money Never Sleeps                         | バド・フォックス                 | 堀内賢雄                                                               | クレジットなし    |
| 2010 | デュー・デート 〜出産まであと5日!史上最悪のアメリカ横断〜 Due Date           | チャーリー・ハーパー             |                                                                        | 松本保典          |
| 2012 | ヒラリー・ダフ in 恋する彼女はスーパースター She Wants Me                    | 本人役                           | 兼製作総指揮                                                           | (吹替版なし)      |
| 2012 | チャールズ・スワン三世の頭ン中 A Glimpse Inside the Mind of Charles Swan III | チャールズ・スワン3世            | 日本劇場未公開 WOWOWで放送                                             | (吹替版なし)      |
| 2012 | フードファイト! Foodfight                                                    | Dex Dogtective                   | 日本劇場未公開                                                         | (吹替版なし)      |
| 2013 | マチェーテ・キルズ Machete Kills                                             | アメリカ合衆国大統領             | カルロス・エステベス名義                                               | 田村真            |
| 2013 | 最終絶叫計画5 Scary Movie 5                                                  | 本人役                           | 日本劇場未公開                                                         | (吹替版なし)      |
| 2017 | ナインイレヴン 運命を分けた日 9/11                                           | ジェフリー                       |                                                                        | 神奈延年          |

#### テレビ映画
| 年   | 題名                                               | 役名                 | 吹替         |
| ---- | -------------------------------------------------- | -------------------- | ------------ |
| 1974 | 兵士スロビクの銃殺 The Execution of Private Slovik | 結婚式での子供       | (吹替版なし) |
| 1984 | サイレンス・ハート Silence of the Heart            | ケン                 | (吹替版なし) |
| 2000 | キング・オブ・ポルノ Rated X                       | アーティ・ミッチェル | 堀内賢雄     |

#### WEB配信映画
| 年   | 題名                                     | 役名 | 配信局  | 備考                 |
| ---- | ---------------------------------------- | ---- | ------- | -------------------- |
| 2025 | aka チャーリー・シーン aka Charlie Sheen | 本人 | Netflix | ドキュメンタリー映画 |

### テレビシリーズ
| 年          | 題名                                                             | 役名                     | 備考                                               | 吹替         |
| ----------- | ---------------------------------------------------------------- | ------------------------ | -------------------------------------------------- | ------------ |
| 1985        | 世にも不思議なアメージング・ストーリー Amazing Stories           | スタティック             | エピソード 「No Day at the Beach」                 | 平田広明     |
| 1996        | フレンズ Friends                                                 | ライアン                 | エピソード 「The One with the Chicken Pox」        | 宮本充       |
| 2000 - 2002 | スピン・シティ Spin City                                         | チャーリー・クロフォード | 計45話に出演                                       | 井上和彦     |
| 2003 - 2011 | チャーリー・シーンのハーパー★ボーイズ Two and a Half Men         | チャーリー・ハーパー     | 計178話出演                                        | 井上和彦     |
| 2008        | CSI:科学捜査班 CSI: Crime Scene Investigation                    | 本人役                   | 第8シーズン第16話「CSI:ハリウッド」 クレジットなし | (吹替版なし) |
| 2008        | ビッグバン★セオリー/ギークなボクらの恋愛法則 The Big Bang Theory | 本人役                   | 第2シーズン第4話「傲慢と友情の法則」               | (吹替版なし) |
| 2012 - 2014 | Anger Management                                                 | チャーリー・グッドソン   | 計90話出演                                         | (吹替版なし) |

## 日本語吹き替え
主に担当しているのは、以下の人物である。
堀内賢雄
『若き勇者たち』（TBS版）で初担当。最も多く吹き替えている。
堀内はシーンについて「この人は、芝居なのか地なのかよく分からない。どちらかと言えば作品ありきで、あんまり彼の顔だからというニュアンスは付けないで、作品に従ったキャラクターとして演じています」と語り、『プラトーン』（テレビ東京版）の時のみ元の演技以上にナイーブさを加えたと述べている。
また『地獄の黙示録』や『ガンジー』のソフト用新録では父親のマーティン・シーンの吹替を担当している。
山寺宏一
『処刑ライダー』（テレビ朝日版）で初担当。堀内に次いで多く吹き替えている。
2000年代にはシーンの吹き替えを担当する機会は減っていたが、2016年12月30日、WOWOWにて『ウォール街』（テレビ朝日版）が放送された際は地上波放送時にカットされた部分の追加録音を行った。
井上和彦
テレビシリーズ『スピン・シティ』の第5-6シーズン（第101話～第145話、計45エピソードに出演）のチャーリー・クロフォード役で初担当。『チャーリー・シーンのハーパー★ボーイズ』（日本語版は4シーズン分制作された）でも吹き替えを担当しており、シーンのドラマ出演時の吹替担当となっている。
池田秀一
『プラトーン』（テレビ朝日版）で初担当。主に最初期の作品を担当した。
このほかにも、江原正士、森川智之、宮本充、平田広明、関俊彦、矢尾一樹なども声を当てている。